# Chips Kiesbye

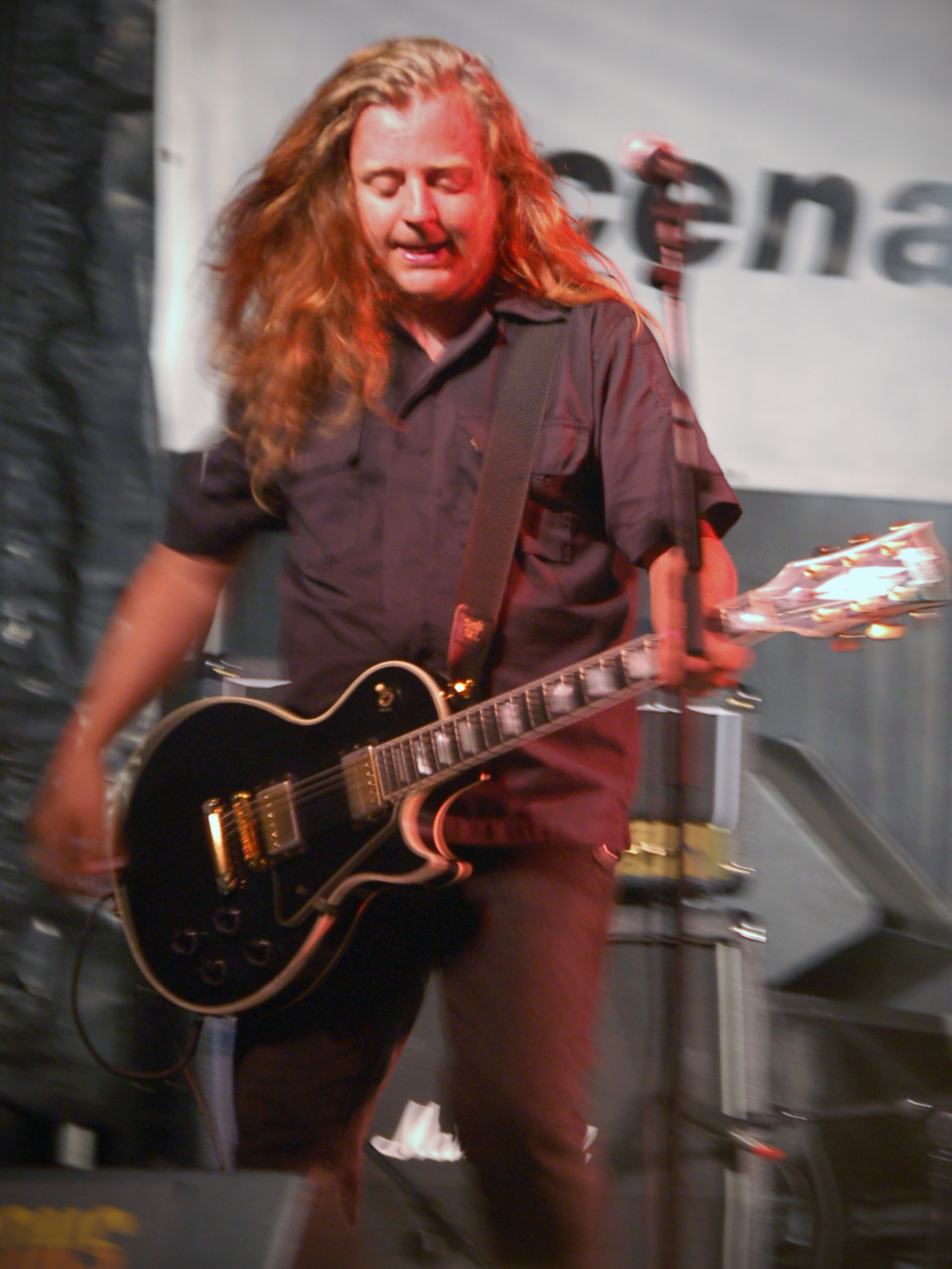
Chips Kiesbye 2008.

Chips Mats Gerhard Kiesbye, ursprungligen  Mats Gerhard Tomas Kiesbye, född 25 juni 1963 i Borlänge, nu bosatt i Stockholm, är en svensk musiker och producent. Han är bland annat känd som medlem i punkrockbandet Sator.

## Biografi
Kiesbyes intresse för att ägna sig åt musik väcktes 1977 då han kom i kontakt med musik från punkgrupperna Ramones, The Clash och The Damned.
Kiesbye var medlem Sator Codex, föregångaren till Sator, vid bildandet 1981. Han har även spelat med Joakim Thåström under stora delar av 1990-talet. Kiesbye har bland annat producerat Hellacopters By the Grace of God och Rock & Roll Is Dead samt ett stort antal skivor åt andra band, bland annat Sahara Hotnights, Millencollin, Nomads Wilmer X, Mimikry och Bonafide.
Kiesbye har varit gift med Karin Schyffert, syster till komikern Henrik Schyffert. I ett avsnitt av serien I manegen med Glenn Killing valde Henrik Schyffert och Killinggänget att ge namnet "Chips Kiesbye" åt en Robert Gustafsson-karaktär som protesterade mot bland annat Ölandsbron och "omoralen i musiken".

## Diskografi i urval[4][5]

### Med Sator Codex
- 1986 – Wanna Start a Fire?

### Med Sator
- 1988 – Slammer!
- 1990 – Stock Rocker Nuts!
- 1992 – Headquake
- 1994 – Barbie-Q-Killers vol. 1
- 1995 – Stereo
- 1998 – Musical Differences
- 2006 – Basement Noise
- 2007 – Live at Sticky Fingers 2006 DVD
- 2011 – Under the Radar
- 2022 – Return of the Barbie-Q-Killers

### Som producent
- Badmouth – Heavy metal parking lot (2009)
- Badmouth – Blue Ribbon Days EP (2011)
- Badmouth – To Watch the Bridges Burn ”Part three of H.A.T.E" EP (2011)
- Backyard Babies - Sliver & Gold (2019)
- Bazooka! – First floor second skin (1996)
- The Billy Pilgrims – Where's the goddamn revolution (2009)
- The Billy Pilgrims – Stiff white gospel (2014)
- Bo-Dogs - Bad bad dog! (2014)
- Bohemian Lifestyle - Madame Libertanah (2015)
- Bonafide- Something's Dripping (2009)
- Brain Police - Beyond the wasteland (2006)
- Captain Murphy - Captain Murphy (2004)
- Captain Murphy - Human cannonball (2007)
- Captain Black Beard - It's a mouthful (2016)
- Cat and the Underdogs – Punk Rock Overdrive (2022)
- Centerfolds - Stuck in the past (2012)
- Crucified Barbara - The midnight chase (2012)
- Crucified Barbara - In the red (2014)
- The Dahlmanns - American Heartbeat (2018)
- The Dogs – El Verdugo (2022)
- The Dogs – Starvation (2023)
- Dozer – Call It Conspiracy (2003)
- Feast Of Fools - EP (2016)
- Graveyard - Peace (2018)
- Greybeards - For the wilder minds (2018)
- Hard Luck Street - Darker Days (2020)
- The Headlines – Warpaint (2020)
- Helikoptern - One more before we go (2018)
- The Hellacopters – High Visibility (2000)
- The Hellacopters – By The Grace of God (2002)
- The Hellacopters – Strike Like Lightning (2004)
- The Hellacopters – Rock & Roll Is Dead (2005)
- The Hellacopters – Head Off (2008)
- The Hellacopters – Eyes Of Oblivion (2022)
- The Hellacopters - Numerous singles and compilation tracks
- Nisse Hellberg - Snackbar blues (2006)
- Nisse Hellberg - En tiger i tanken (2007)
- Nisse Hellberg - En modern man (2009)
- Nisse Hellberg - Flod av eld (2011)
- Nisse Hellberg - Vad har han i huvudet (2014)
- Nisse Hellberg - Outgivna Bitar 2000 - 2016 (2017)
- Nisse Hellberg - Numerous singles and compilation tracks
- Jönzzonligan - Rösta På Idioter (2019)
- Kitto – Unlearn Your Generation (2009)
- Kung Social - EP (2003)
- La Secta - It's gonna be a wild weekend (2003)
- La Secta - Several singles
- Mascot Parade - Cause & Effect (2011)
- Michael Monroe - Blackout States (2015)
- Millencolin – Kingwood (2005)
- Millencolin – Several singles
- Mimikry - Alderland (2008)
- Misdemeanor – You're Nothing (And You Know It) (1998)
- Mutts – Mutts (1996)
- Mutts – I Need Needles EP (1996)
- Mutts – I Need You EP (1996)
- Mutts – Southpark Avenue 4 AM Single (1997)
- Naked Presidents - Naked Presidents (2017)
- The Nomads – Sonically Speaking (1991)
- The Nomads – The cold hard facts of life (1996)
- The Nomads – Big Sound 2000 (1999)
- The Nomads – Up-tight (2001)
- The Nomads – Solna (2012)
- The Nomads – Loaded deluxe EP (2013)
- The Nomads – Numerous singles and compilation tracks
- Oak Brigade - Creators of the world (2018)
- Paul Collins Beat - Ribbon of gold (2008)
- Plan Nine - Generation action (2000)
- Psychotic Youth – Some Fun (1989)
- Psychotic Youth – Juice (1993)
- Psychotic Youth – Several singles
- Republikans - Republikans (2015)
- Ricochets - Closer To The Light (2023)
- The Ring The River - Alone At The Theatre (2017)
- Sahara Hotnights – Jennie Bomb (2001)
- Sahara Hotnights – Several singles
- Sator - Lots of albums and singles as producer and co-producer
- Skallbank - Grav efter grav EP (2017)
- Small Jackets - Cheap Tequila (2009)
- Sons of Cyrus - Rock & Rollercoaster (2004)
- Sons of Cyrus - Trigger-Happy (2006)
- Spiders - Killer machine (2018)
- Strängen - Rock på svenska (2018)
- Troubled Horse - Revolution On Repeat (2017)
- The Turpentines - By popular demand (1999)
- Turbo - Eu Sou Spartacus (2015)
- Turbo - O Melhor Naufrágio (2017)
- Versus You - Moving on (2014)
- White Flag - Eternally undone (1999)
- White Flag - Extraordinary Renditions (2011)
- White Flag - Various singles and compilations
- Wilmer X – 13 våningar upp (2005)
- Wilmer X – 4X4 EP (2005)
- Wilmer X – Mer För Dina Pengar (2022)
- Zoo Party - Lardass (2018)